# Arancón
Arancón je španělské město v autonomního společenství Kastilie a León. Město se nachází v provincii Soria v nadmořské výšce 1065 m nad mořem. V roce 2006 zde žilo 105 lidí, polovina oproti konci 19. století.